# Kondenzacijski tragovi
Kondenzacijski tragovi su vidljivi tragovi kondenzirane vodene pare koji se stvaraju iza ispuha mlaznog motora aviona. Uobičajeno nastaju pri letu aviona iznad 8000 metara gdje je temperatura zraka ispod –40 °C, ali mogu se pojaviti i na nižim visinama, ovisno o rosištu, brzini letjelice, njenom aerodinamičkom profilu i drugim faktorima. 
Prilikom hlađenja vrućeg ispušnog mlaza iza aviona nastaje oblak sićušnih kapljica vode. Ako je okolni zrak dovoljno hladan trag koji ostaje iza aviona sastojat će se od sitnih kristala leda. 
Ovisno o atmosferskim uvjetima, kondenzacijski tragovi mogu biti vidljivi samo nekoliko sekundi ili minuta, a ponekad traju i više sati.
Kasnih 1990-ih godina pojavila se teorija urote zvana chemtrails čiji pobornici znanstveno neutemeljeno tvrde da se radi o namjernom ispuštanju otrova u sklopu globalne urote.